# Macrostomum glochostylum
Macrostomum glochostylum är en plattmaskart. Macrostomum glochostylum ingår i släktet Macrostomum och familjen Macrostomidae. Inga underarter finns listade i Catalogue of Life.